# Krev

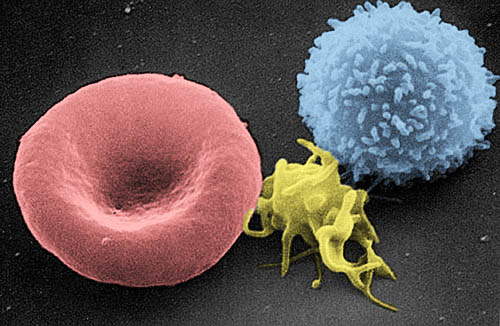
Červená krvinka (vlevo), krevní destička (uprostřed) a bílá krvinka (vpravo) (kolorovaná mikrofotografie)

Krev je kapalná, vazká a viskózní cirkulující tkáň složená z tekuté plazmy a formovaných krevních elementů (červené krvinky, bílé krvinky, krevní destičky). Tvoří 7–10 % tělesné hmotnosti. Medicínské termíny souvisící s krví často začínají na hemo- nebo hemato-, což je odvozeno z řeckého slova haema znamenajícího „krev“.
Vzhledem k její funkci se o ní často mluví též jako o trofické tkáni nebo trofickém pojivu. V současnosti se však tohoto termínu opouštíme kvůli nesouladu s obecnou charakteristikou pojivové tkáně.
Hlavní funkce krve je dopravovat živiny (kyslík, glukózu) a stopové prvky do tkání a odvádět odpadní produkty (např., oxid uhličitý a kyselinu mléčnou). Krev též transportuje buňky (leukocyty, abnormální nádorové buňky) a různé substance (aminokyseliny, lipidy, hormony) mezi tkáně a orgány. V neposlední řadě má krev i funkci imunitní (leukocyty).

## Krev různých druhů
Mezi druhy existují v krvi rozdíly.

### Savci a ptáci
Krev je kapalná červená tkáň a její hlavní funkcí je transport kyslíku nutný pro život – okysličování tkání, orgánů… Též zásobuje tkáně živinami (cukry, tuky, bílkoviny, minerály, vitamíny), odvádí odpadní produkty (oxid uhličitý) a obsahuje různé komponenty imunitního systému. Buňky imunitního systému jsou leukocyty (bílé krvinky), které chrání tělo před infekcí. Krví jsou přenášeny také hormony, které působí na různé orgány – stimulují je.
Průměrný lidský organismus obsahuje asi 4–6 litrů krve, což je asi 8 % tělesné hmotnosti. Dospělí lidé mají asi 60 ml krve na kilogram tělesné hmotnosti. Ženy mívají méně krve než muži. Množství krve se může měnit. Normální objem krve u dospělého člověka se nazývá normovolémie. Pokud dojde ke zvýšení objemu krve, dochází k hypervolémii. Snížení objemu krve je hypovolémie.
Stejný poměr platí i u ostatních savců a ptáků, krev tvoří asi 8 % hmotnosti těla.
Krev je červená v rozsahu od světle červené – když je okysličená, po tmavě červenou – když není. Červená barva pochází z hemoglobinu, což je metaloproteinová sloučenina obsahující železo ve formě chemické struktury – kofaktoru hemu, na který se váže kyslík a oxid uhličitý. Existují populární mylné představy, že odkysličená krev je modrá a že krev se stane červenou, jen když přijde do kontaktu s kyslíkem. Krev nikdy není modrá, ale žíly jsou modré, protože světlo je rozptýleno kůží. Navíc krev uvnitř je tmavě červená a vykazuje slabý světelný odraz. Ve skutečnosti při pitvě nebo operaci vypadají tepny a žíly téměř stejně.
Krev se pohybuje v cévách a její oběh je zajišťován srdcem, svalovou pumpou. Proudí do plic pro okysličení a pak je cirkulována tělem přes tepny. Rozptyluje svůj obsažený kyslík přechodem přes tenké krevní cévy zvané kapiláry (vlásečnice). Pak se vrací do srdce žílami.
Krev transportuje metabolické odpadní produkty, léky a jiné cizí chemikálie do jater na eliminaci a do ledvin na vyloučení močí.
Tlumivý roztok kyseliny uhličité (H2CO3) a bikarbonátu (HCO−
3) je přítomný v proudu lidské krve pro udržení pH mezi 7,35 a 7,45.

### Bezobratlí
U některých bezobratlých jako např. hmyz je kyslík jednoduše rozpuštěn v plazmě. Větší zvířata používají respirační proteiny na zvýšení kapacity pro přenos kyslíku. Hemoglobin je v přírodě nejčastější takový protein. Hemocyanin (modrý) obsahuje měď a je přítomen u korýšů a měkkýšů.
Existuje teorie, že pláštěnci mohou používat „vanadiny“ (proteiny obsahující vanad) jako krevní barvivo (je světle zelené, modré nebo oranžové).
U mnohých bezobratlovců jsou tyto proteiny přenášející kyslík volně rozpustné v krvi a u obratlovců jsou obsaženy v specializovaných červených krvinkách, což umožňuje vyšší koncentraci respiračních pigmentů bez zvýšení viskozity nebo bez poškození krevních filtračních orgánů jako ledviny.

### Hmyz
U hmyzu není krev (přesněji hemolymfa) zahrnuta do transportu kyslíku (otvory zvané vzdušnice umožňují kyslíku ze vzduchu rozptýlit se přímo do tkáně). Krev hmyzu přenáší živiny do tkání a odnáší odpadní produkty.

## Anatomie krve

Hematokrit – podíl objemu červených krvinek k celkovému objemu krve.

Krev je složena z několika typů krvinek a tyto formované elementy krve tvoří asi 45 % celé krve. Ostatních 55 % je krevní plazma – nažloutlá tekutina, která je kapalným mediem krve. Normální pH lidské arteriální krve je asi 7,40.
Popis krvinek:
- Červené krvinky neboli erytrocyty (96 %). U savců tyto krvinky nemají buněčné jádro a organely, jsou to neplnohodnotné buňky. Obsahují hemoglobin (červené krevní barvivo) a distribuují kyslík. Jejich životnost se pohybuje kolem 120 dní. Červené krevní buňky (spolu s endotelními cévními buňkami a některými jinými buňkami) jsou též označeny proteiny, které definují různé krevní typy.
- Bílé krvinky neboli leukocyty (3 %) jsou částí imunitního systému a eliminují původce infekcí.
- Krevní destičky neboli trombocyty (1 %) jsou odpovědny za srážení krve neboli koagulaci (sraženinu).

Krevní plazma je v podstatě vodní roztok obsahující 90 % vody, 7 % plazmatických proteinů, 0,9 % anorganických solí a roznášené látky.
Plazma a krvinky spolu tvoří nenewtonskou tekutinu, proudní vlastnosti jsou unikátně adaptovány do architektury krevních cév.
Hematokrit je poměr mezi plazmou a krevními elementy. 

## Fyziologie krve

### Produkce a rozklad
Krevní buňky produkuje kostní dřeň v procesu zvaném krvetvorba. Proteinová složka je produkována většinou v játrech, zatímco hormony produkují endokrinní žlázy a vodní frakce udržované v zažívacím traktu a ledvinách.
Krevní buňky se rozkládají v slezině, částečně také v játrech (vychytávané Kupfferovými buňkami). Játra též čistí proteiny a aminokyseliny (ledviny vylučují mnoho malých proteinů do moči).

### Transport kyslíku

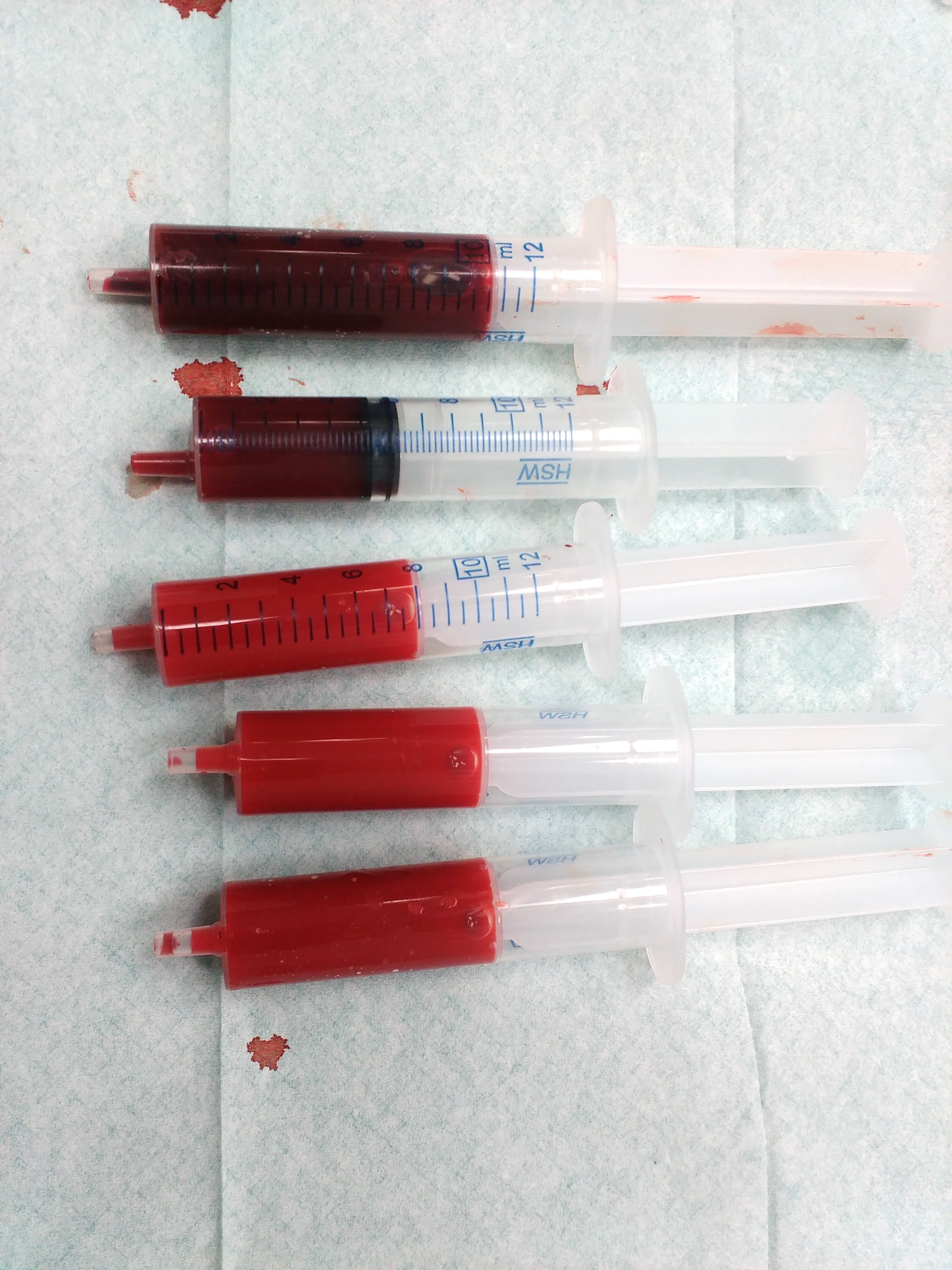
Odstín žilní (kyslíkem nenasycené, tmavší, nahoře) a arteriální (nasycené, jasně červené) krve dole

Množství kyslíku rozpuštěného v krvi je přímo úměrné parciálnímu tlaku kyslíku (O2) – zkratka PO2 – v krvi.
Molekula hemoglobinu je primární transportér kyslíku v krvi. 98,5 % kyslíku je chemicky kombinováno s hemoglobinem (Hb). Jen 1,5 % je fyzikálně rozpuštěno.

### Transport oxidu uhličitého CO2
Když arteriální (tepenná) krev proudí přes kapiláry, oxid uhličitý se rozpouští z tkáně do krve. Nějaký oxid uhličitý je rozpuštěn v krvi. Část oxidu uhličitého reaguje s hemoglobinem pro formování karbaminohemoglobinu. Zbylý oxid uhličitý je konvertován na bikarbonát a vodíkové ionty. Většina oxidu uhličitého je transportována krví ve formě iontů bikarbonátu.

### Transport vodíkových iontů
Část oxyhemoglobinu ztrácí kyslík a vzniká deoxyhemoglobin, který má mnohem větší afinitu k vodíkovým iontům H+ než oxyhemoglobin, proto váže většinu vodíkových iontů.

## Krev jako potrava
Tzv. krevsající hmyz, roztoči a někteří další živočichové se vyživují pouze či převážně krví.

## Využití krve
Darování krve umožňuje krevní transfuze. Krev tedy slouží k léčbě a může i oddalovat stárnutí.

## Specifická hmotnost krve
Specifická hmotnost krve je poměr hmotnosti krve k objemu, který tato krev zaujímá. Závisí na počtu a velikosti erytrocytů, koncentraci hemoglobinu a koncentraci plasmatických proteinů.
Normativní hodnoty jsou:
- plná krev: 1052 – 1063 kg/m3
- plazma: 1027 kg/m3
- erytrocyty: 1090 kg/m3

## Onemocnění krve
- anémie - nedostatek červených krvinek nebo hemoglobinu
- leukémie - nádorové onemocnění leukocytů
- hemofilie - porucha srážlivosti krve
- tromboza - vznik krevních sraženin v cévách
- sepse - otrava krve, vážná infekce způsobená bakteriemi